# Rio Sui (Caraulun)
Der Sui (Rio Sui) ist ein linker Nebenfluss des Caraulun in der Gemeinde Manufahi im südlichen Osttimor. Der Sui ist der größte Zufluss des Caraulun.

## Verlauf
Der Sui hat mehrere Quellflüsse. Der nördlichste entspringt etwas südlich vom Ort Turiscai im Suco Manumera (Verwaltungsamt Turiscai), auf 1220 m Höhe.
Westlich davon entspringt der Carbou und im Suco Maulau (Verwaltungsamt Maubisse, Gemeinde Ainaro) der Aicocai, in den der Carbou mündet. Weitere Zuflüsse kommen aus den Sucos Mindelo und Beremana (beide Verwaltungsamt Turiscai).
Aus dem Verwaltungsamt Turiscai kommend fließt der Sui stark mäandrierend weiter nach Süden und bildet die Grenze zwischen den Sucos Tutuluro und Babulo (Verwaltungsamt Same) im Westen und den Sucos Fahinehan (Verwaltungsamt Fatuberlio) und Taitudac (Verwaltungsamt Alas) im Osten, bis der Sui in das Zentrum von Same fließt und linksseitig auf etwa 250 Meter Höhe in den Caraulun mündet.
Etwa 22 km vor der Mündung weitet sich der zuvor teilweise kaum einen Meter breite Fluss für rund einen Kilometer Länge auf eine Breite von 100 Meter auf, um danach wieder schmal und stark mäandrierend 10 Kilometer durch den Wald zu fließen. Danach weitet sich der Sui, teils Flussinseln und Nebenarme bildend, bis kurz vor die Mündung auf eine Breite von bis zu 420 Meter auf. In diesem Bereich, 8 Kilometer vor der Mündung, hat der Sui linksseitig einen letzten größeren Zufluss.